# Epic doom
El epic doom metal es un derivado directo del doom metal que se caracteriza por la incorporación de instrumentos especiales como teclados, voces operáticas (normalmente masculinas) y por los tintes heroicos de sus composiciones con la marcada influencia del power metal europeo.
La banda pionera en estilo es Candlemass, la cual, además, acuñó el término. Al no poder escapar de la influencia del power metal de su entorno, Candlemass logra, sin embargo, imponerle a su estilo el sonido particular del doom metal caótico y dinámico de Trouble y Black Sabbath.
En 1986, al lanzar su ópera prima Epicus Doomicus Metallicus, literalmente "Doom Metal Épico", se consolidan como los creadores del término que luego adoptó el género musical, dando pie a nuevas bandas que mezclarían en adelante la influencia épica y heroica del power metal tan popular en el mundo nórdico, con el denso y agónico sonido del doom metal.
A pesar de no ser el estilo más extendido del subgénero, es sin duda el que logró catapultar al doom metal al público general durante la segunda mitad de los años 80. Esto, gracias a Candlemass, banda que ha vendido hasta la fecha más de 15 millones de álbumes en todo el mundo, siendo una de las bandas suecas (particularmente de doom metal) más exitosas en todo el mundo. 
Algunas bandas características del subgénero son, aparte de Candlemass, los suecos Isole, los americanos Solitude Aeturnus y While Heaven Wept, los italianos DoomSword, los alemanes Atlantean Kodex, los ingleses Solstice, los chilenos Procession, Doomshine, Doomsword, Forsaken, Great Coven, Isole, Memento Mori, Mountain Throne, Veni Domine, Warning, While Heaven Wept y Witchcraft.